# 士兵 (軍銜)
士兵，最基層的軍人，由高至低可分為：上等兵、一等兵、二等兵等。依照年資與表現晉升。
普通國家的軍隊體制，軍人分為軍官、士官、士兵三大體系，各有其任務執掌。在大多數地區中，士兵是最基層的軍事人員，表現優異者，常會被選拔出來，參加訓練後，升為士官。
在員額不足的部隊中，會選拔資深或能力優異的士兵充當準下士（以兵代士），是為伍長。戰時領導三人的步兵作戰隊伍。